# Angles-sur-l'Anglin
 Angles-sur-l'Anglin  es una población y comuna francesa, en la región de Poitou-Charentes, departamento de Vienne, en el distrito de Montmorillon y cantón de Saint-Savin (Vienne).

## Demografía
| 689 | 665 | 581 | 465 | 424 | 365 |
| Para los censos de 1962 a 1999 la población legal corresponde a la población sin duplicidades (Fuente: INSEE [Consultar]) |     |     |     |     |     |

## Personajes ilustres
Entre los personajes famosos nacidos en la población se encuentran:
- Aimé Octobre (1868-1943), escultor